# Josef F. Krems
Josef F. Krems (* 1954 in Passau) ist ein deutscher Professor für Psychologie. Krems studierte zunächst an der Universität Regensburg von 1974 bis 1980 Psychologie. Zwischen 1991 und 1994 war er Gastprofessor an der Ohio State University in Columbus. Danach folgte 1994/1995 eine Gastprofessur an der Universität Potsdam. Seit 1995 war Josef F. Krems bis zu seiner Emeritierung Professor für Allgemeine Psychologie an der TU Chemnitz. Zwischenzeitlich war Krems 2006 Gastprofessor an der Cheng-Kung-Nationaluniversität in Taiwan.